# Marin Morrison
Marin Morrison (* 19. Juni 1990 in Great Falls, Montana; † 2. Januar 2009) war eine US-amerikanische Schwimmerin.
Morrison verbrachte ihre Kindheit unter anderem in Lansing, Michigan und Jacksonville, Florida. Februar 2005 wurde bei Morrison ein Gehirntumor, eine seltene Kombination aus Astrozytom und Gangliogliom, diagnostiziert. Nach drei Operationen im Verlauf des Jahres sahen sich die Ärzte außerstande, den gesamten Tumor zu entfernen. Infolge der dritten Operation war Morrison nun rechtsseitig gelähmt und litt unter Aphasie sowie Apraxie.
Anfang 2006 zog die Familie in die Nähe von Seattle und Morrison begann eine experimentelle neue Chemotherapie, die ihren Krankheitsverlauf verlangsamte. Sie besuchte die Eastlake High School in Sammamish und setzte ihre sportlichen Aktivitäten als Schwimmerin fort.
2008 wurde sie in die paralympische Mannschaft der Vereinigten Staaten aufgenommen. Trotz einer, kurz nach ihrer Aufnahme nötig gewordenen, vierten Operation im Mai setzte sie ihr Training fort und nahm bei den Sommer-Paralympics 2008 in Peking an drei Wettbewerben teil.

## Erfolge
- 2007: Zwei Landesrekorde in 50 m und 100 m Rückenkraulen (S 5 Klassifikation) – GTAC Disability Open in Rochester, Michigan